# Love House
Love House ist ein Lied von Samantha Fox aus dem Jahr 1988, das von Ferdi und Rob Bolland geschrieben wurde. Es erschien auf dem Album I Wanna Have Some Fun.

## Geschichte
Der Acid-House-Titel wurde im November 1988 in Europa als erste Single aus Samanthas dritten Album I Wanna Have Some Fun veröffentlicht. In den Vereinigten Staaten fand die Veröffentlichung als dritte und letzte Single des Albums erst Anfang 1989 statt. In Großbritannien erreichte das Lied Platz 32, in Deutschland Platz 25 und in der Schweiz Platz 19. In den Vereinigten Staaten konnte sich das Lied nur in den Dance-Charts platzieren und erreichte dort Platz 14.
Love House war einer der ersten Acid-House-Titel, die es in die Charts schafften. Im Jahr 2009 erklärte Fox in Bezug auf die Rave-Ära: „Natürlich habe ich die Acid-House-Szene erlebt. Es ist Ende der 80er wirklich in London passiert und Acid-House-Parties fanden in leeren Lagerhallen statt, die für eine Nacht gebucht wurden.“
Unter den Samples wird ein Gesangspart von Just That Type of Girl von Madame X genutzt. Das Black Pyramid Mix zum Lied wurde vom Dance-Musik Pionier Kevin Saunderson produziert. Auf der B-Seite zur Single erschien der Titel Don’t Cheat On Me.

## Rezeption
- Der Orlando Sentinel lobte das Lied: „Rob und Ferdi Bolland machten alles Richtig, um eine große Wirkung auf 'Love House' und 'One in a Million' zu erzielen.“[5]
- Die Dallas Morning News bezeichneten das Lied als „computerized schlock“ und „pseudofunk“.[6]

## Musikvideo
Fox ist in verschiedenen Outfits zu sehen, unter anderem trägt sie einen Kimono und einen Sari.